# Romuald Dylewski
Romuald Dylewski ps. "Luty" (ur. 11 kwietnia 1924 w Łęcznej, zm. 7 stycznia 2019) – polski architekt i urbanista, żołnierz Związku Walki Zbrojnej oraz Armii Krajowej.

## Życiorys
Ukończył Akademię Sztuk Pięknych w Krakowie (1949) oraz Wydział Architektury Akademii Górniczo-Hutnicza w Krakowie (1952). Od 1980 doktor nauk technicznych, a od 2012 profesor nadzwyczajny w Instytucie Gospodarki Przestrzennej i Mieszkalnictwa.
Członek Towarzystwa Urbanistów Polskich oraz Stowarzyszenia Architektów Polskich.
Pochowany 15 stycznia 2019 roku w Puławach.

## Realizacje[1]
- plan dzielnicy Żerań (Warszawa),
- 1959 plan urbanistyczny dla miasta Lublina,
- plan zagospodarowania dla Lubelskie Zagłębie Węglowe,
- plan rozwoju aglomeracji Bagdadu,
- plan nowego Miasta Madina Al-Asad w Syrii
- plan miasta Homs w Syrii,
- plan dzielnicy West Bethnal Green w Londynie.

## Odznaczenia i nagrody[1]
- Krzyż Kawalerski Orderu Odrodzenia Polski (1969)
- Złota Odznaka SARP (1977)
- Krzyż Oficerski Orderu Odrodzenia Polski (1999)